# کرسیل ارغوانی
کرسیل ارغوانی (به انگلیسی: Cresyl violet) با فرمول شیمیایی C19H18ClN3O یک ترکیب شیمیایی است. که جرم مولی آن ۳۳۹٫۸۱۸۷ گرم بر مول می‌باشد. 